# La Chasse (film, 1959)
Pour plus de détails, voir Fiche technique et Distribution.
La Chasse (Jakten) est un film norvégien réalisé par Erik Løchen, sorti en 1959. Il est en compétition au  Festival de Cannes 1959.

## Synopsis
Deux amis rencontrent une jeune fille. L'un devient son mari, l'autre son ami. Cependant un jour les trois partent à la chasse dans les montagnes de Norvège. L'un d'entre eux va mourir. Les commentaires intérieurs des personnages intercalés avec les dialogues créent une atmosphère prenante malgré le petit nombre d'actions. Plus qu'une banale affaire de trio amoureux, il s'agit d'un film à suspense dont la fin ne doit pas être révélée.

## Fiche technique
- Titre original : Jakten
- Titre français : La Chasse
- Réalisation : Erik Løchen
- Scénario : Erik Løchen
- Pays d'origine : Norvège
- Format : Noir et blanc - 35 mm - Mono
- Genre : drame, romance, thriller
- Durée : 94 minutes
- Date de sortie : 1959

## Distribution
- Rolf Søder : Bjørn
- Tor Stokke : Knut
- Bente Børsum : Guri

## Distinctions
Le film a été présenté en sélection officielle en compétition au Festival de Cannes 1960.